# Oxira carlilei
Oxira carlilei är en fjärilsart som beskrevs av Brandt 1933. Oxira carlilei ingår i släktet Oxira och familjen nattflyn. Inga underarter finns listade i Catalogue of Life.